# Чешме-є Ака
Чешме-є Ака (перс. چشمه اقا) — село в Ірані, у дегестані Хоррам-Дашт, у бахші Камаре, шагрестані Хомейн остану Марказі. За даними перепису 2006 року, його населення становило 0 осіб.